# 710号州际公路和710号加利福尼亚州州道
710号州际公路（英語：Interstate 710, I-710）和710号加利福尼亚州州道（California State Route 710, SR 710）是两段名称系统不同，但是实际贯通的公路，是大洛杉矶地区一条南北方向的高速公路，10号州际公路的一条辅助线。整段公路从南边长滩开始，一直到达10号州际公路稍北的位置，全长23英里。